# Laure Betris
Pour les articles homonymes, voir Cassette.
Laure Betris, alias Kassette, est une chanteuse et musicienne suisse née en 1981 à Fribourg (Suisse),.

## Biographie
Laure Betris commence sa carrière à l'âge de 16 ans en tant que guitariste dans le groupe féminin Skirt. Le 26 octobre 2007, elle sort son premier album solo nommé Chambre 4 sous le pseudonyme de Kassette,,. Après Neighborhood, composé partiellement à Berlin et sorti en 2010, Kassette rentre en playlist de la radio Couleur 3 en 2013 avec son single Big Sur, annonçant la sortie de l'album Far, verni le 26 avril au Bad Bonn de Guin,,. Elle en fera la promotion, passant par plusieurs plateaux de télévisions suisses,.
Kassette sort son quatrième album solo nommé Bella Lui en février 2016,. Composé en collaboration avec Robin Girod (Mama Rosin, Duck Duck Grey Duck), cet opus révèle un côté plus dansant et coloré que les précédents,.

## Discographie
- 2007 : Chambre 4 (Saïko Records)| No  | Titre        | Durée |
| --- | ------------ | ----- |
| 1.  | Daydream     | 03:46 |
| 2.  | Holidays     | 02:41 |
| 3.  | Obvious      | 02:37 |
| 4.  | Lila         | 03:00 |
| 5.  | Out of reach | 03:19 |
| 6.  | Rakete       | 02:54 |
| 7.  | It's on      | 03:18 |
| 8.  | Chambre 4    | 03:11 |
| 9.  | Betty        | 03:53 |
| 10. | Tourismo     | 03:05 |
| 11. | Move         | 03:39 |
| 12. | No Gift      | 02:02 |
| 13. | Zebra        | 02:40 |
- 2010 : Neighborhood (Saïko Records)| No  | Titre                                | Durée |
| --- | ------------------------------------ | ----- |
| 1.  | Hiding Place                         | 2:51  |
| 2.  | Annie                                | 3:25  |
| 3.  | Something to Fight For 04 Don't Move | 2:33  |
| 4.  | Dont Move                            | 2:59  |
| 5.  | Moving Tree                          | 2:42  |
| 6.  | At Last                              | 2:08  |
| 7.  | I Care Because You Do 08 Creepers    | 3:38  |
| 9.  | Sunday                               | 2:34  |
| 10. | Losing Faith                         | 3:52  |
| 11. | Only Child's Complaint 12 Home       | 2:08  |
| 12. | Home                                 | 2:21  |
| 13. | When I Fall                          | 2:54  |
| 14. | Windy Song                           | 4:05  |
- 2013 : Far (Vitesse Records)| No  | Titre           | Durée |
| --- | --------------- | ----- |
| 1.  | Lost Hills      | 2:59  |
| 2.  | Dream Again     | 3:57  |
| 3.  | Visit Me        | 2:18  |
| 4.  | Far             | 2:49  |
| 5.  | Dead End        | 5:51  |
| 6.  | Under Cover     | 3:02  |
| 7.  | By the Sea      | 2:36  |
| 8.  | We Go           | 4:11  |
| 9.  | Big Sur         | 2:41  |
| 10. | Questioning     | 5:15  |
| 11. | Imori (Tell Me) | 2:46  |